# Eburons
Els eburons (llatí: Eburones) foren un poble dels belgae establert entre el Mosa i el Rin. Eren tributaris del atuàtucs, però Juli Cèsar els va lliurar del tribut abans del 54 aC. Malgrat que la seva etnicitat no queda prou clara a les fonts clàssiques, especialment quan Cèsar els inclou dins els Germani Cisrhenani, el consens entre els estudiosos és que es tractava d'un poble celta o, si més no, amb un fort component cultural cèltic.
Els eburons foren esmentats per Cèsar junt amb els condruses, ceresos i pemans, als quals s'enfrontà durant la guerra de les Gàl·lies en la campanya del 57 aC i foren derrotats amb els gals comandats per Galba dels suessions, a la batalla de l'Axona. Cèsar afirmà haver esborrat el nom dels eburons de la història. Un temps després de la seva pretesa anihilació, el seu antic territori fou ocupat per la tribu germànica dels tungres, els quals traspassaren el Rin per tal d'establir-s'hi. És probable que, un cop allà, es barregessin amb els possibles supervivents del poble dels eburons que encara hi restessin.

## Etimologia

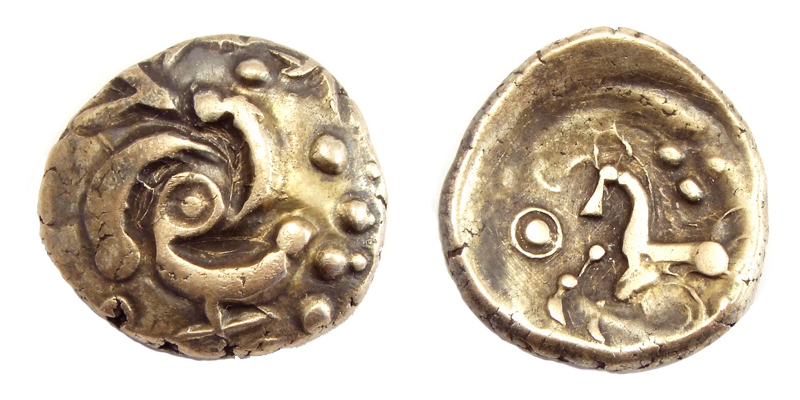
Estatera daurada dels eburons, amb trisquela a l'anvers i cavall al revers

L'etnònim Eburon, el substrat toponímic del seu antic territori i el dels diferents noms de persona semblants, s'expliquen fàcilment per mitjà d'una llengua cèltica i no pas una de germànica en el sentit modern del terme. Eburo s'explica pel celta *eburo- « teix » o « senglar ». Es pot comparar amb l'irlandès antic ibar, teix, el bretó evor i el gal efwr, fràngula.
Els eburons eren coneguts pel cultiu de teix. Aquest arbre dona una fusta fibrosa, elàstica i sòlida, d'excel·lent qualitat per a la fabricació d'arcs i fletxes. La millor fusta de teix es cultivava a les zones sorrenques, on el creixement és lent i la fibra de fusta d'alta densitat. El teix és de bona mida, i les bardisses que es troben actualment a l'antic territori dels eburons tenen un origen documentat a l'antiguitat.
El teix dels eburons era tan popular a la Gàl·lia, on hi havia una varietat diferent d'aquesta planta, que aquesta qualitat s'anomenà eburo.
El terme eburo- (altrament eburos) es troba amb freqüència a l'onomàstica personal gal·la (cf. Eburus, Eburo, Eburius, etc.) i en la toponímia (ex: Eburo-dunum > Yverdon, Embrun). Diverses ciutats i pobles remunten a *Eburiacon, topònim similar que dona Ivrey, Évry (Yonne), Ivry-la-Bataille, Eure. El nom dels eburons es retroba igualment en altres noms del món celta: els Eburovices, Ebora (Évora), Eburacum (York). Aquesta ciutat anglesa, l'antiga Civitas Eburacum, té al nord una regió anomenada North York Moors (les brugueres del York septentrional). La ciutat suïssa d'Yverdon es deia * Eburodunum a l'antiguitat. Eburo (teix) + dunon (* dun, pujol, vila fortificada). La ciutat d'Envermeu a l'actual Normandia es deia *Eburomagus, convertit en *Eburomavus « la plana dels teixos » o « el mercat del teix ». Igual que la tribu dels Eburovices que va donar el seu nom a Évreux a la mateixa província.
El mot llatí per al teix és taxus, cosa que ajuda a explicar la denominació més recent d'aquesta regió, la Toxandria o Taxandrie.

## Reis
- Catuvolc
- Ambiòrix